# Moschuslori

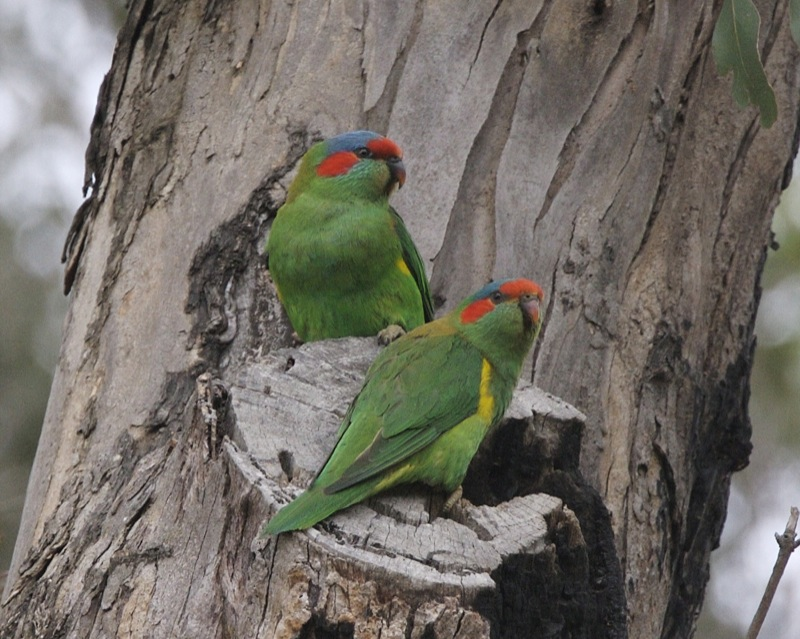
Ein Paar Moschusloris

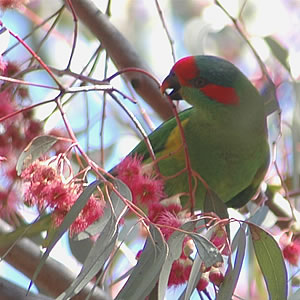
Moschuslori

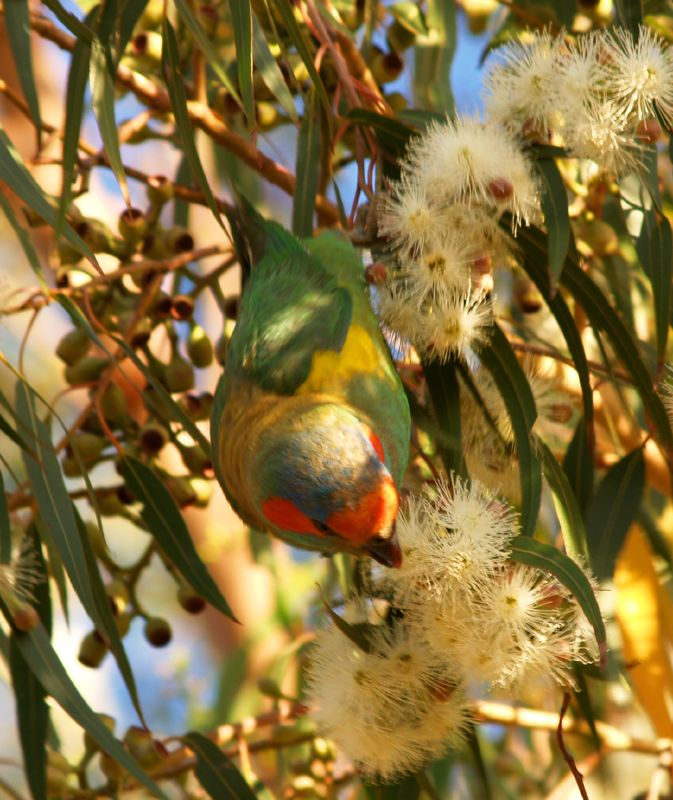
Moschuslori beim Fressen

Der Moschuslori (Glossopsitta concinna) ist eine Art aus der Familie der Eigentlichen Papageien. Moschusloris kommen wie alle Angehörigen der Moschusloris ausschließlich in Australien vor. In weiten Teilen des südöstlichen Australiens und auf Tasmanien ist der Moschuslori die häufigste Lori-Art. Es werden zwei Unterarten unterschieden.
Moschusloris sind eine kleine Lori-Art und haben die für diese Unterfamilie der Eigentlichen Papageien charakteristischen, seitlich zusammengedrückten Schnäbel. Es sind Vögel der Wipfelregion, die sich nur selten auf dem Boden niederlassen. Sie ernähren sich überwiegend von Pollen und Nektar und haben eine an diese Ernährungsweise angepasste Zunge. Die an der Spitze der Zunge befindlichen verlängerten Papillen dienen dazu, Pollen und Nektar aus Blüten herauszufressen.

## Erscheinungsbild
Moschusloris erreichen eine Körperlänge von 22 Zentimetern und wiegen zwischen 60 und 90 Gramm.
Männliche Moschusloris haben ein überwiegend grünes Gefieder. Auf der Körperunterseite ist dieses blasser und gelblicher. Auffallend ist die Gesichtszeichnung. Über Stirn und Zügel erstreckt sich bis zum Nacken ein breites rotes Band. Der Scheitel und der Hinterkopf sind blau. Der Nacken und der Vorderrücken sind bräunlich grau mit einem Stich ins Grüne. Auf den Brustseiten finden sich ausgedehnte gelbe Federbereiche, die jedoch bei geschlossenen Flügeln nicht sichtbar sind. Die Unterflügeldecken sind gelblich grün. Der Schwanz ist grün und weist an der Basis der Innenfahnen eine orangerote Färbung auf. Der Schnabel ist sehr klein und zierlich. Er ist schwarz mit einer korallenroten Spitze. Die Iris ist orange. Die Beine sind grünlich-braun.
Weibchen gleichen den Männchen, sind jedoch insgesamt etwas blasser gefärbt. Der blaue Federbereich auf dem Scheitel ist etwas weniger ausgedehnt.
Jungvögel sind nochmals deutlich matter als die Weibchen gefärbt. Besonders auffällig ist diese schwächere Farbigkeit auf Scheitel, Nacken und Vorderrücken. Der Schnabel ist bei ihnen noch überwiegend braun. Lediglich die Schnittkanten sind bereits schwarz. Die Iris ist braun.
Der Flug der Moschusloris ist sehr gradlinig und schnell. Dabei ist ein schwirrender Flügelschlag vernehmbar. Während des Fluges lassen sie einen schrillen, metallischen Schrei hören, der die Funktion eines Kontaktrufes hat.

## Verbreitungsgebiet
Moschusloris sind im Südosten Australiens beheimatet. Sie kommen vom Südosten Queenslands bis nach Tasmanien vor und erreichen in westlicher Richtung Kangaroo Island. Die Nominatform Glossopsitta concinna concinna ist auf das australische Festland begrenzt. Die Unterart Glossopsitta concinna didimus kommt ausschließlich im Osten Tasmaniens vor. Der Unterschied zur Nominatform besteht lediglich darin, dass der blaue Federbereich auf dem Scheitel weniger ausgeprägt ist. Bei Weibchen fehlt dieser fast vollständig.
Moschusloris leben in den meisten Regionen ihres Verbreitungsgebietes nomadisch. Ihre Wanderungen unterliegen dabei einem regelmäßigen saisonalen Verlauf. Da sie als Pollen- und Nektarfresser von blühenden Pflanzen abhängig sind, ist die Blütezeit der Pflanzen ein wesentlicher Bestimmungsfaktor ihrer Wanderungen. Im urbanen Umfeld stellt man zunehmend eine Sesshaftigkeit der Moschusloris fest. Dies kann eine Anpassung an das ganzjährige Nahrungsangebot sein, das in den Stadtparks und Gärten zu finden ist.

## Lebensraum
Moschusloris sind Vögel bewaldeter ländlicher Regionen. Sie kommen zwar auch in geschlossenen, dichten Bergwäldern vor, allerdings nur in einer geringen Bestandsdichte. Sie bevorzugen baumbestandene, offene Landschaften und nutzen sowohl Galeriewälder entlang von Wasserläufen als auch verbliebene Bauminseln auf Acker- und Weideland. Sie haben sich auch urbanen Lebensräumen angepasst und besiedeln Gärten und Parks.

## Verhalten
Moschusloris leben überwiegend in kleinen Familienverbänden oder Schwärmen. Sie sind häufig mit anderen Lori-Arten sowie dem Schwalbensittich vergesellschaftet. In den Baumkronen sind sie auf Grund ihres grünen Gefieders sehr gut getarnt. Sie fallen auf, weil sie sehr laut sind und durch ihr agiles Verhalten Blätter und Blütenstände bewegen. Die enge Paarbindung ist auch bei den Schwärmen erkennbar.
Moschusloris sind tagaktive Vögel, die bei Sonnenaufgang ihren Schlafbaum verlassen. Sie suchen bis in die Mittagsstunden nach Futter, legen während der heißesten Tageszeit eine Ruhezeit ein und suchen erneut am Spätnachmittag nach Futter. Sie kehren zum Sonnenuntergang zu ihren Schlafbäumen zurück. Das laute Gezänk um die besten Schlafplätze ist weithin vernehmbar.

## Nahrung
Moschusloris fressen Nektar, Pollen, Blüten, Samen, Insekten, frische Triebe und Knospen sowie halbreife Körner von Mais, Weizen und Sorghum. Die bevorzugte Nahrung sind jedoch der Pollen und Nektar von Eukalyptus-Blüten. Moschusloris unternehmen gelegentlich weite Wanderungen, um an diese Nahrungsquelle zu gelangen. Sie fressen außerdem Blattflöhe und Schildläuse, die sie von den Unterseiten der Blätter abpicken.

## Fortpflanzung
Moschusloris sind Höhlenbrüter, die bevorzugt in hochgelegenen Höhlen in Stämmen oder Astlöchern von Eukalyptusbäumen brüten. Sie bevorzugen Bruthöhlen, deren Eingang so klein ist, dass sie sich gerade hindurchzwängen können. Nutzen sie einen lebenden Baum als Brutbaum, beknabbern sie fortlaufend die Rinde am Eingang der Bruthöhle, damit die Rinde nicht über das Loch wächst. Der Höhepunkt der Fortpflanzungszeit fällt in den Zeitraum von August bis Januar, allerdings konnten auch schon in anderen Monaten Gelege festgestellt werden. Das Gelege umfasst zwei Eier. Diese sind schwach glänzend und breit elliptisch. Die Eier liegen in der Höhle auf Holzmulm. Es brütet allein das Weibchen. Die Brutdauer beträgt 23 Tage. Die Jungvögel verlassen mit etwa sieben Wochen die Nisthöhle. Die meisten Moschusloris brüten ab ihrem zweiten Lebensjahr.

## Haltung in menschlicher Obhut
Der Londoner Zoo hielt Moschusloris bereits im Jahre 1869. Die Welterstzucht gelang einem Privathalter 1903 in Deutschland. Die erste australische Zucht in Gefangenschaft gelang dagegen erst 1930.